# コマルカ・デ・チャンターダ
コマルカ・デ・チャンターダ（Comarca de Chantada）はガリシア州ルーゴ県のコマルカで、同県の南西部に位置する。
カルバジェード、チャンターダ、タボアーダの3自治体によって構成される。
隣接するコマルカは、北がコマルカ・デ・ルーゴとコマルカ・ダ・ウジョーア、東がコマルカ・デ・サリアとコマルカ・ダ・テーラ・デ・レモス、南がコマルカ・デ・オウレンセとコマルカ・ド・カルバジーニョ（両コマルカともオウレンセ県）、西がコマルカ・デ・デサ（ポンテベドラ県）である。コマルカの中心地区は自治体チャンターダのチャンターダ地区。
面積は462.2km²で、2010年の人口は15,019人（2009年：15,230人、2007年：15,573人）。

## 地理
| コマルカ・デ・チャンターダの構成自治体（2010年）       |            |             |                    |
| 自治体                                                 | 人口（人） | 面積（km²） | 人口密度（人/km²） |
| カルバジェード                                         | 2,664      | 138.8       | 19.2               |
| チャンターダ                                           | 8,951      | 176.7       | 50.7               |
| タボアーダ                                             | 3,404      | 146.7       | 23.2               |
| 計                                                     | 15,019     | 462.2       | 32.5               |
| 出典: INE（スペイン国立統計局）、IGE（ガリシア統計局） |            |             |                    |